# Народные музыкальные инструменты (серия монет)
Народные музыкальные инструменты (укр. Народні музичні інструменти) — серия памятных монет, выпущенная Национальным банком Украины в 2003—2007 годах.
Серия состоит из четырёх биметаллических монет из недрагоценных металлов номиналом в 5 гривен.
О начале выпуска выпуске монет серии и выпуске первой монеты («Бандура») было объявлено письмом НБУ от 22 декабря 2003 года. О выпуске других монет серии было объявлено письмами НБУ: «Лира» — от 20 декабря 2004, «Цимбалы» — от 12 декабря 2006, «Бугай» — от 5 ноября 2007.

## Монеты
| Аверс | Реверс | Описание | Примечание |
| ----- | ------ | --- | --- |
|       |        | На аверсе: символическое изображение струн бандуры, стилизованный барочный орнамент, изображение малого государственного герба Украины, логотип Монетного двора НБУ, надписи «УКРАЇНА 2003 5 ГРИВЕНЬ». На реверсе: бандура, барочный орнамент, надпись «Бандура».                                 | - Название монеты: Бандура - Номинал: 5 гривен - Металл: биметалл - Масса: 9,4 г - Диаметр: 28 мм - Качество: обычное - Гурт: секторальные рифления - Тираж: 30 000 - Художник: Владимир Таран, Александр Харук, Сергей Харук - Скульптор: Владимир Демьяненко - Дата выпуска в обращение: 23 декабря 2003 - Отпускная цена НБУ: 5 гривен                                    |
|       |        | | |
|       |        | На аверсе: символическое изображение струн колёсной лиры, стилизованный барочный орнамент, изображение малого государственного герба Украины, логотип Монетного двора НБУ, надписи «УКРАЇНА 2004 5 ГРИВЕНЬ». На реверсе: колёсная лира, барочный орнамент, надпись «ЛІРА».                        | - Название монеты: Лира - Номинал: 5 гривен - Металл: биметалл - Масса: 9,4 г - Диаметр: 28 мм - Качество: обычное - Гурт: секторальные рифления - Тираж: 30 000 - Художник: Владимир Таран, Александр Харук, Сергей Харук - Скульптор: Владимир Атаманчук, Владимир Демьяненко - Дата выпуска в обращение: 21 декабря 2004 - Отпускная цена НБУ: 5 гривен                   |
|       |        | | |
|       |        | На аверсе: символическое воспроизведение мелодии цимбал в виде стилизованного барочного орнамента, изображение малого государственного герба Украины, логотип Монетного двора НБУ, надписи «НАЦІОНАЛЬНИЙ БАНК УКРАЇНИ 2006 5 ГРИВЕНЬ». На реверсе: цимбалы, барочный орнамент, надпись «ЦИМБАЛИ». | - Название монеты: Цимбалы - Номинал: 5 гривен - Металл: биметалл - Масса: 9,4 г - Диаметр: 28 мм - Качество: специальный анциркулейтед - Гурт: секторальные рифления - Тираж: 100 000 - Художник: Владимир Таран, Александр Харук, Сергей Харук - Скульптор: Владимир Демьяненко - Дата выпуска в обращение: 22 декабря 2006 - Отпускная цена НБУ: 26 гривен                |
|       |        | | |
|       |        | На аверсе: символическое изображение звуковых волн в виде растительного барочного орнамента, изображение малого государственного герба Украины, логотип Монетного двора НБУ, надписи «НАЦІОНАЛЬНИЙ БАНК УКРАЇНИ 2007 5 ГРИВЕНЬ». На реверсе: бугай, барочный орнамент, надпись «БУГАЙ».           | - Название монеты: бугай - Номинал: 5 гривен - Металл: биметалл - Масса: 9,4 г - Диаметр: 28 мм - Качество: специальный анциркулейтед - Гурт: секторальные рифления - Тираж: 50 000 - Художник: Владимир Таран, Александр Харук, Сергей Харук - Скульптор: Владимир Демьяненко, Владимир атаманчук - Дата выпуска в обращение: 7 ноября 2007 - Отпускная цена НБУ: 26 гривен |
|       |        | | |